# Маргаритис, Александрос
Алекса́ндрос Маргари́тис (родился 20 сентября 1984 года в Бонне, Западная Германия) — греческий автогонщик.

## Общая информация
Алекс является гражданином сразу двух государств — Греции и Германии. Один из паспортов он получил по факту гражданства родителей, а второй — по факту рождения. Начиная свою спортивную карьеру, Маргаритис выбрал греческую лицензию, как единственную, под которой он будет заявляться на соревнования.

## Спортивная карьера
Во второй половине 1990-х годов Александр начал участвовать в различных немецких картинговых соревнованиях. Постепенно набираясь опыта и показывая неплохие результаты он вскоре заслужил достаточное внимание спонсоров, чтобы перейти в гонки машин с открытыми колёсами.
В 2000 году боннец дебютирует в первенстве Ф-БМВ ADAC. В данном чемпионате Александрос проводит три сезона, со временем начиная побеждать в отдельных гонках. В 2002 году Маргаритис совмещает выступления сразу в нескольких сериях, пытаясь получить максимальный накат на как можно большем числе трасс.
В 2003 году боннец переходит в только что созданную Евросерию Ф3. Два года в гонках подобного класса не приносят каких-либо существенных успехов. Дабы не потерять финансирование менеджмент Маргаритиса переключает Александроса на кузовные гонки — в 2004 году он проводит несколько гонок в FIA GT, а с 2005 года он выступает в DTM. В данной немецкой серии он проводит 31 гонку за три года, постепенно став регулярным участником очковой группы на финише гонок.
Выступления Маргаритиса постепенно всё меньше привлекают потенциальных инвесторов и в 2008-09 годах он проводит лишь одну гонку (вернувшись в FIA GT).
Регулярные выступления возобновляются в 2010 году, когда боннец проводит почти полный сезон в чемпионате мира FIA GT1. Несколько подиумов и безболезненное привыкание к новой технике (по ходу года ему пришлось пересаживаться с Maserati на Corvette) приводят его к седьмому месту в личном зачёте.
В 2011 году Маргаритис переходит в немецкую серию ADAC GT Masters. Первый же год проходит весьма стабильно — одержав четыре победы в шестнадцати гонках он вместе с Дино Лунарди приносит Engstler Motorsport личный титул. Через год команда Франца покидает серию, но боннец остаётся в чемпионате, перейдя в Team Heico.

## Статистика результатов в моторных видах спорта

### Сводная таблица
| 2000 | Ф-БМВ ADAC                           | Frick Motorsport                                   | 19 | 0 | н/д | 0 | 8   | 19-й |
| 2001 | Ф-БМВ ADAC                           | Team ZATO Competition                              | 20 | 1 | н/д | 0 | 89  | 8-й  |
| 2002 | Ф-БМВ ADAC                           | Weigl Motorsport                                   | 4  | 2 | 2   | 2 | 44  | 14-й |
| 2002 | Итальянская Ф-Рено 2.0. Зимняя серия | н/д                                                | 4  | 0 | н/д | 0 | 65  | 3-й  |
| 2002 | Немецкая Ф-Рено 2.0                  | Weigl Motorsport                                   | 11 | 0 | 2   | 0 | 114 | 12-й |
| 2002 | Еврокубок Ф-Рено 2.0                 | MA-con Racing                                      | 2  | 0 | 0   | 0 | 0   | НК   |
| 2003 | Евросерия Ф3                         | MB Racing Performance                              | 20 | 2 | 0   | 0 | 23  | 13-й |
| 2003 | F3 Masters                           | н/д                                                | 1  | 0 | 0   | 0 |     | 34-й |
| 2004 | Евросерия Ф3                         | Opel Team KMS AB Racing Performance                | 20 | 0 | 0   | 0 | 18  | 13-й |
| 2004 | F3 Masters                           | частная заявка                                     | 1  | 0 | 0   | 0 |     | 21-й |
| 2004 | FIA GT                               | Konrad Motorsport                                  | 2  | 0 | 0   | 0 | 0   | НК   |
| 2005 | DTM                                  | Mücke Motorsport                                   | 11 | 0 | 0   | 0 | 0   | НК   |
| 2006 | DTM                                  | Persson Motorsport                                 | 10 | 0 | 0   | 0 | 11  | 11-й |
| 2007 | DTM                                  | Persson Motorsport                                 | 10 | 0 | 0   | 0 | 16  | 10-й |
| 2008 | FIA GT (класс GT1)                   | Phoenix Carsport Racing                            | 1  | 0 | 0   | 0 | 0   | НК   |
| 2010 | Европейский чемпионат FIA GT3        | Phoenix Racing                                     | 1  | 0 | 0   | 0 | н/д | 13-й |
| 2010 | Чемпионат мира FIA GT1               | Triple H Team Hegersport Phoenix Racing / Carsport | 18 | 0 | 0   | 0 | 84  | 5-й  |
| 2011 | ADAC GT Masters                      | Team Engstler                                      | 16 | 2 | 1   | 4 | 189 | 1-й  |
| 2011 | 24 часа Нюрбургринга (класс SP9 GT3) | Heico Motorsport                                   | 1  | 0 | 0   | 0 |     | 5-й  |
| 2012 | ADAC GT Masters                      | Team Heico                                         | 16 | 0 | 0   | 0 | 46  | 18-й |
| 2012 | 24 часа Нюрбургринга (класс SP9 GT3) | Team Heico                                         | 1  | 0 | 0   | 0 |     | НФ   |